# Gainesville (Alabama)
Gainesville ist eine Town im Nordosten von Sumter County im zentralen Westen Alabamas. Die Stadtvertretung hat die Form eines Mayor Council Governments.

## Geschichte
Gainesville wurde um 1835 vom Neuengländer Colonel Moses Lewis gegründet, der 640 Hektar Land am Tombigbee River erwarb und davon einzelne Parzellen an neue Siedler verkaufte. Er benannte die Stadt nach George Strother Gaines, einem Indianeragenten für Verhandlungen mit den Choctaws, denen das Land vorher gehörte. Die Stadt zog viele Siedler aus den Nordstaaten an, so dass die Main Street bald den Spitznamen „Yankee Street“ erhielt. 1835 wurde die Gainesville Bank gebaut, die später so einflussreich wurde, dass sie ihre eigene Währung herausgeben durfte. 1837 eröffnete der bekannte Autor Joseph Glover Baldwin eine Anwaltskanzlei in der Stadt. Um 1840 war Gainesville mit mehr als 4.000 Einwohnern die drittgrößte Stadt in Alabama. Auf dem heute bekannten Virginia Hill wurde 1843 die erste Schule eröffnet. Von 1842 bis 1851 praktizierte der spätere Senator von Alabama Edmund Pettus als Jurist in Gainesville.
Mitte des 19. Jahrhunderts war Gainesville einer der wichtigsten Häfen am Tombigbee, zwischenzeitlich sogar der weltweit größte Binnenumschlaghafen für Baumwolle. 1855 brach ein Feuer in der Innenstadt aus und zerstörte mehr als 30 Originalgebäude, darunter das Rathaus und das Postgebäude. Am 9. Mai 1865 kapitulierte Konföderiertengeneral Nathan Bedford Forrest in Gainesville vor den Unionstruppen.
Die Nachwirkungen des Großbrandes und des Bürgerkrieges in Kombination mit dem Rückgang der Binnenschifffahrt als wichtigsten Wirtschaftsfaktor in Alabama führten zum allmählichen Niedergang von Gainesville. 1887 hatte die Stadt allerdings immer noch 15 Geschäfte und etwa 1.000 Einwohner.

## Bevölkerung
Nach dem Census 2010 leben 208 Einwohner in Gainesville. Davon sind 82,2 Prozent Afroamerikaner, 16,3 Prozent Weiße und 1,4 Prozent Nachkommen von zwei oder mehr Ethnien. Das mittlere Haushaltseinkommen wird auf 21.000 US-Dollar geschätzt, das Pro-Kopf-Einkommen beträgt 16.824 US-Dollar.

## Kultur und Sehenswürdigkeiten
Der Gainesville Historic District ist im Alabama Register of Landmarks and Heritage eingetragen und umfasst 33 denkmalgeschützte Gebäude aus dem 19. Jahrhundert, die architektonisch vom Federal Style bis zum Italianate-Stil reichen, darunter sind auch drei Kirchengebäude. Der nördlich gelegene historische Park mit dem Musikpavillon war einst das soziale Zentrum im Geschäftsviertel der Stadt, von dem kaum noch Gebäude erhalten sind. Ein Obelisk in der Nähe markiert den Punkt, an dem General Forrest von den Truppen Edward Canbys umzingelt wurde.
Der Gainesville Historic District, der Coffin Shop, Colgin Hill, das Gibbs House, der Main-Yankee Street Historic District, das Col. Green G. Mobley House, der Gainesville Park mit Musikpavillon und das Laura Watson House sind im National Register of Historic Places eingetragen.
Jedes Jahr in der zweiten Märzwoche findet in Gainesville ein Bürgerkriegs-Reenactment statt. Auf dem Konföderiertenfriedhof liegen 250 Soldaten begraben, die nach der Schlacht von Shiloh zur Behandlung in die als Krankenhaus dienende Mädchenschule der Stadt gebracht wurden und dort nicht überlebt hatten. Die Kanone auf dem Friedhof wurde in der Selma Ordnance and Foundry gegossen und Anfang des 20. Jahrhunderts aus einem Fluss geborgen, wo sie Konföderierte hineingeworfen hatten, damit sie nicht in die Hände der Union fiel.

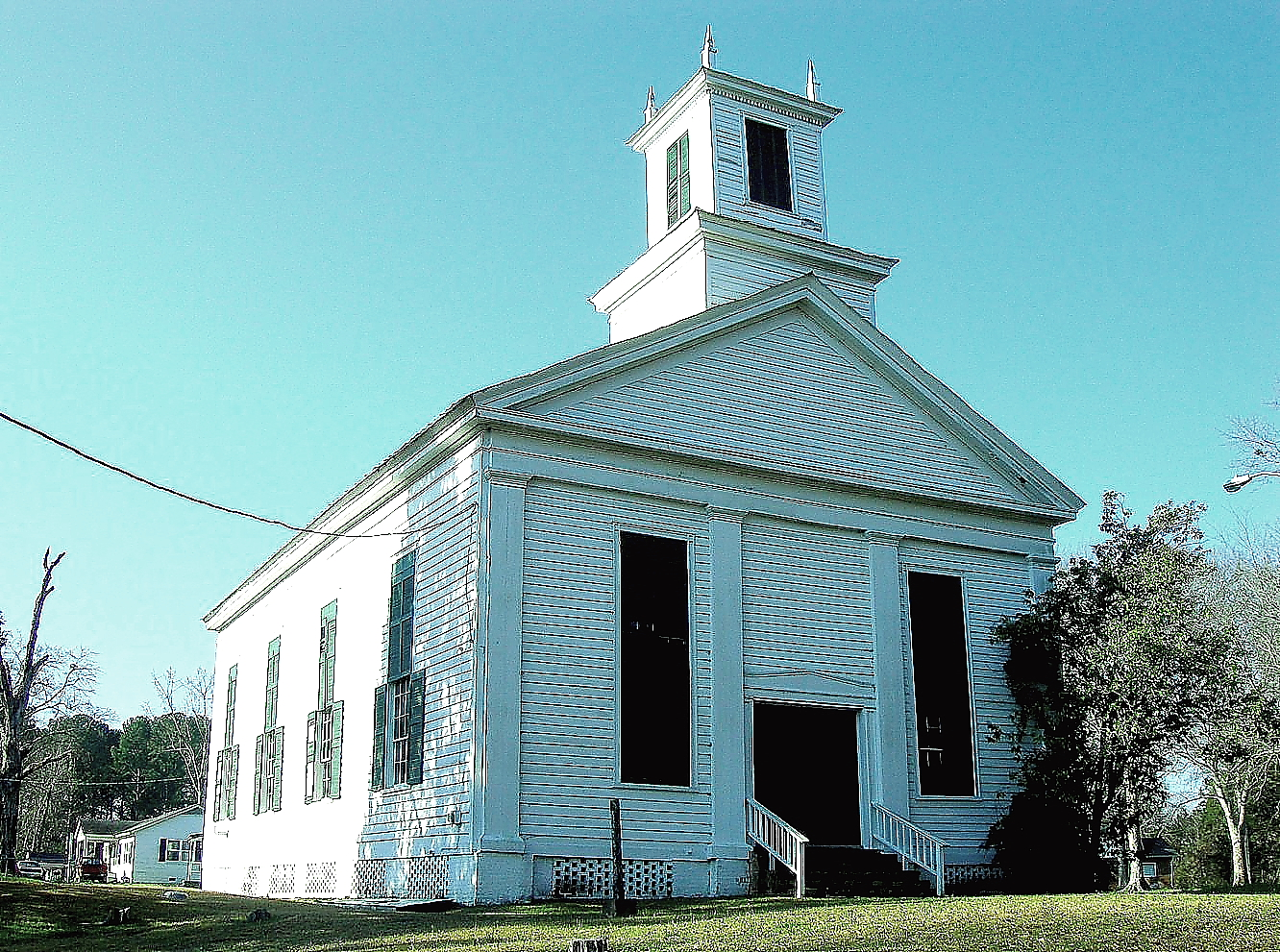
Presbyterian Church
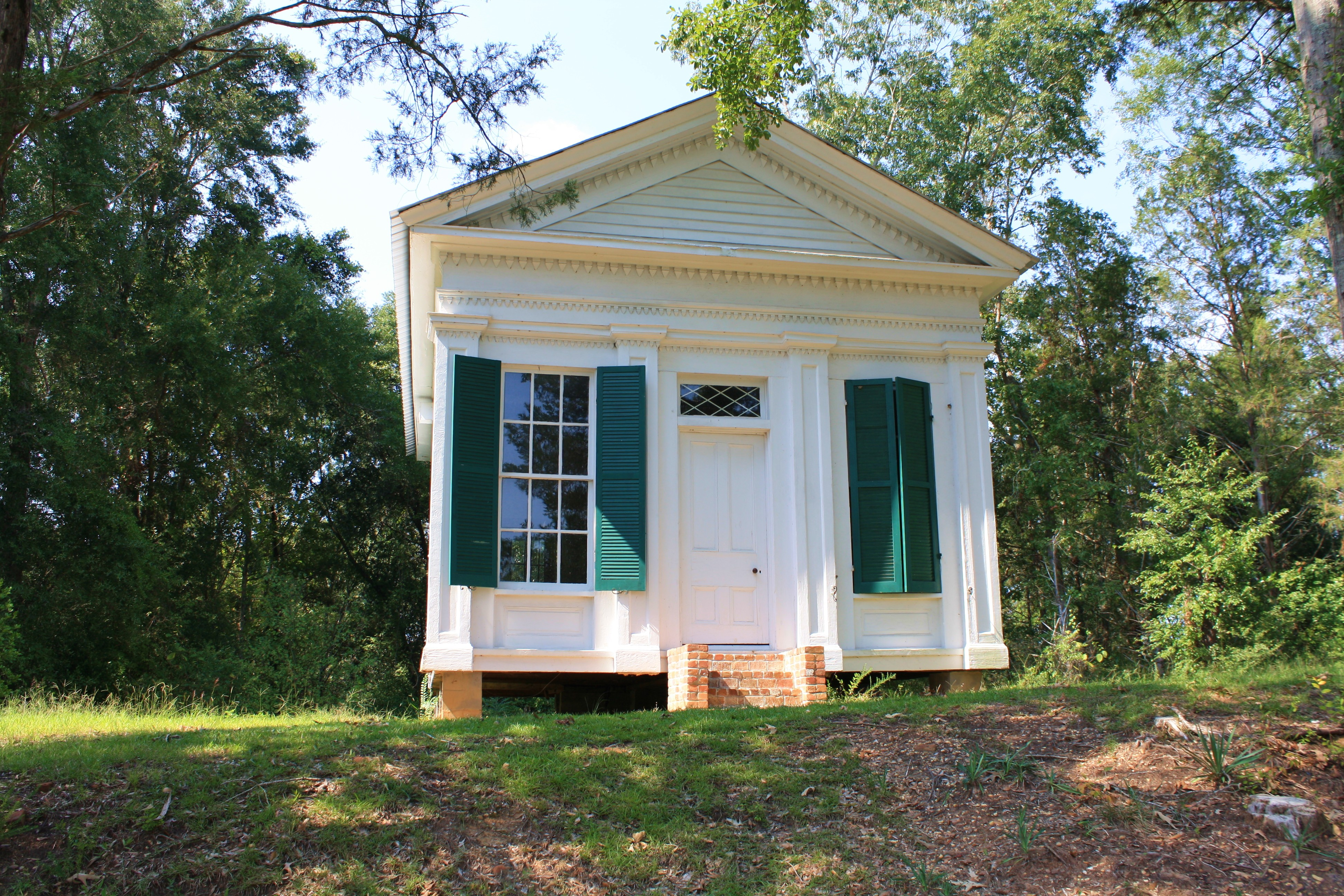
Alte Bank von Gainesville
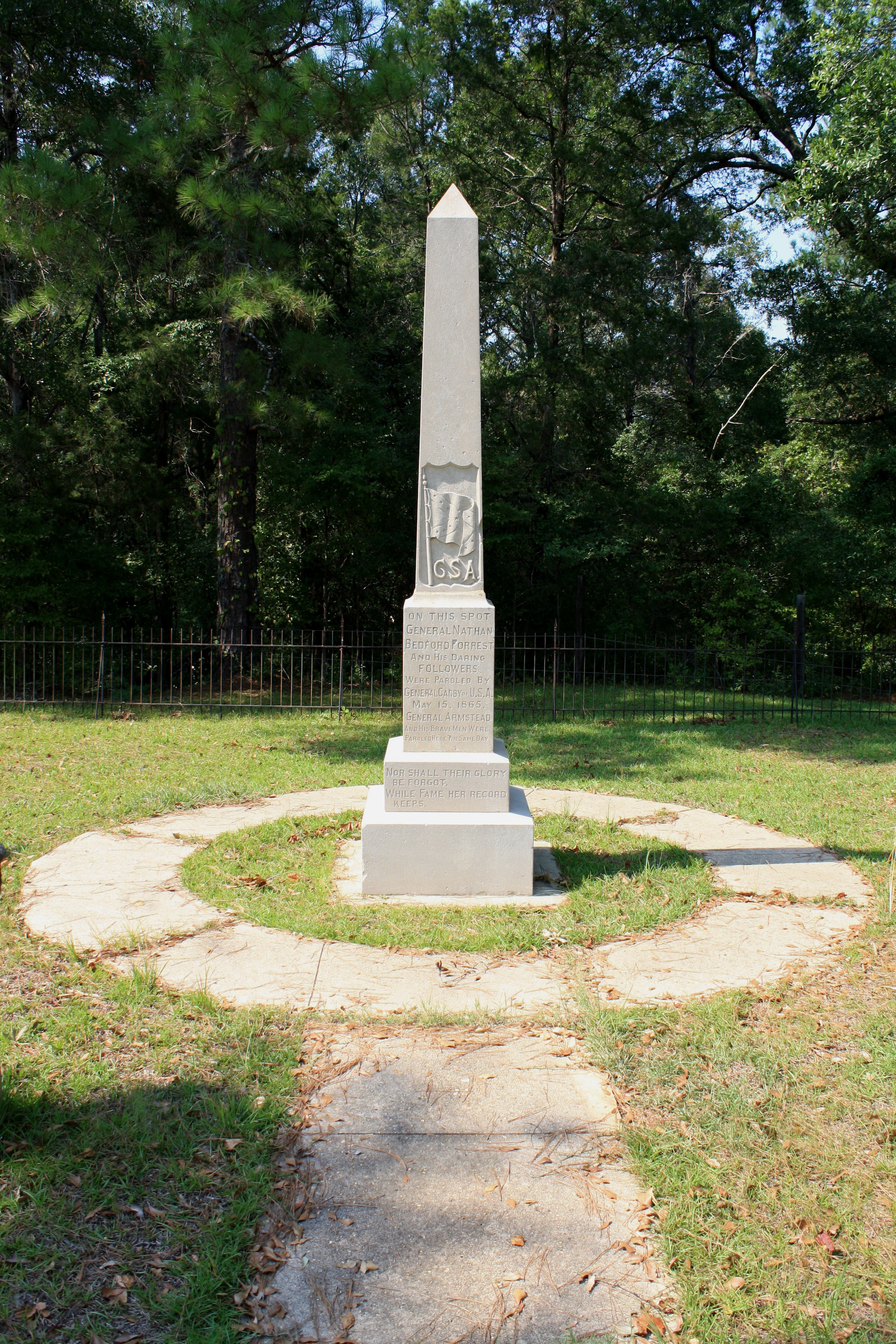
Obelisk nahe dem Gainesville Park
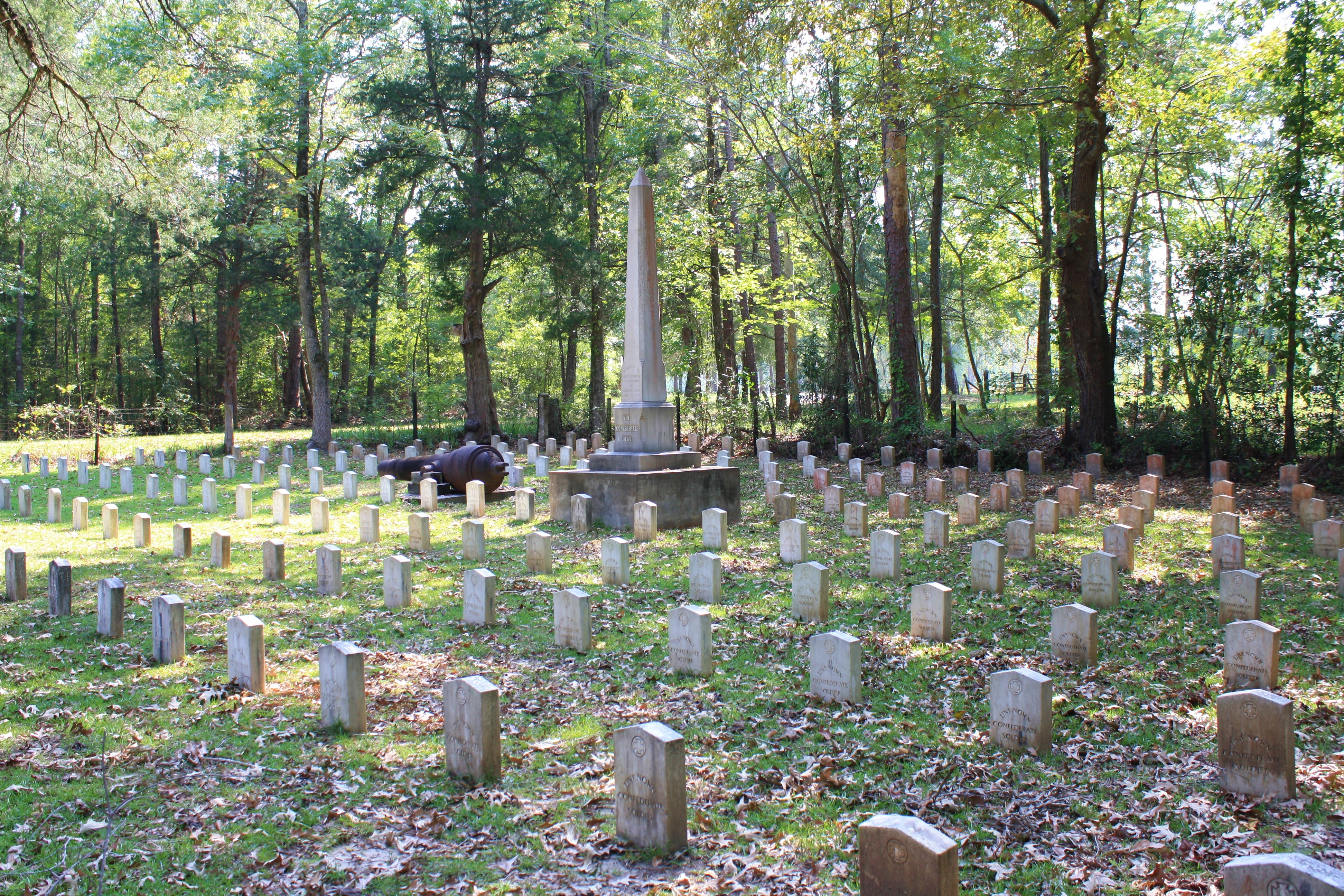
Kanone auf dem Konföderiertenfriedhof

## Söhne und Töchter der Stadt
- Alexander White Baldwin (1835–1869), US-Bundesrichter
- Jaybird Coleman (1896–1950), Bluesmusiker